# Saxofón subcontrabajo

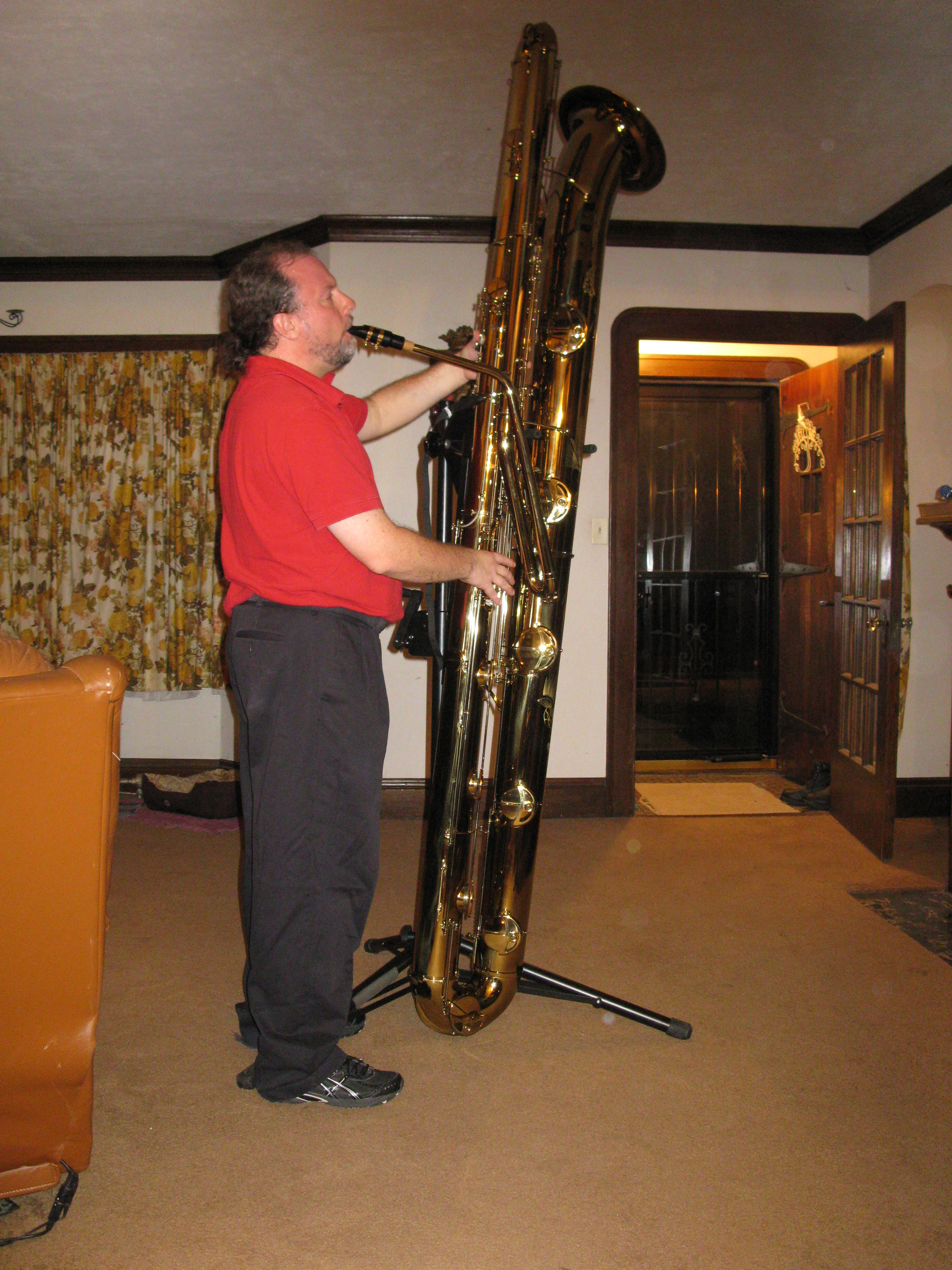
Saxofón subcontrabajo de tamaño completo

El saxofón subcontrabajo es un tipo de saxofón que Adolphe Sax patentó y planeó construir pero que nunca llegó a realizar. Sax llamó al instrumento que ideó saxofón bourdon (nombre que recibe el tubo más grave del órgano). Debía ser un instrumento transpositor afinado en si♭, una octava por debajo del registro del saxofón bajo y dos por debajo del saxofón tenor.
Hasta 1999 no se construyó ningún saxofón subcontrabajo genuino e interpretable, aunque anteriormente se construyeron al menos dos saxofones gigantescos parecidos únicamente para el espectáculo. Aunque el más pequeño de los dos (construido a mediados de los años 1960) fuera capaz de producir tonos musicales, con la ayuda de la apertura y el cierre de sus almohadillas debido a la ausencia de teclado en el instrumento, testigos han declarado que era incapaz de interpretar aún una escala simple. En 1999, Benedikt Eppelsheim construyó un instrumento llamado tubax, al que denominó como "saxofón subcontrabajo" que creó un gran revuelo entre los seguidores del jazz.